# École professionnelle
Une école professionnelle ou école de formation professionnelle ou centre de formation professionnelle est une école où une personne reçoit des cours conçus pour la préparer à occuper un emploi lorsque sa formation est achevée.   
En Suisse, la fréquentation d'une école professionnelle s'accompagne généralement d'un apprentissage en entreprise durant 3 ou 4 jours de la semaine. L'école de commerce et les centres de formation professionnels suisses sont des exemples d'écoles professionnelles. Dans certains cantons suisses, un centre de formation professionnelle peut toutefois regrouper plusieurs écoles professionnelles.   